# الکسیس ویلا
الکسیس ویلا (انگلیسی: Alexis Vila؛ زادهٔ ۱۲ مارس ۱۹۷۱) کشتی‌گیر اهل کوبا است.